# Rina Urabe
Rina Urabe (jap. 卜部里菜 Urabe Rina; ur. 22 stycznia 1991 w Nishinomiyi) – japońska siatkarka grająca na pozycji środkowej. Obecnie występuje w drużynie Okayama Seagulls.